# Radykalny feminizm

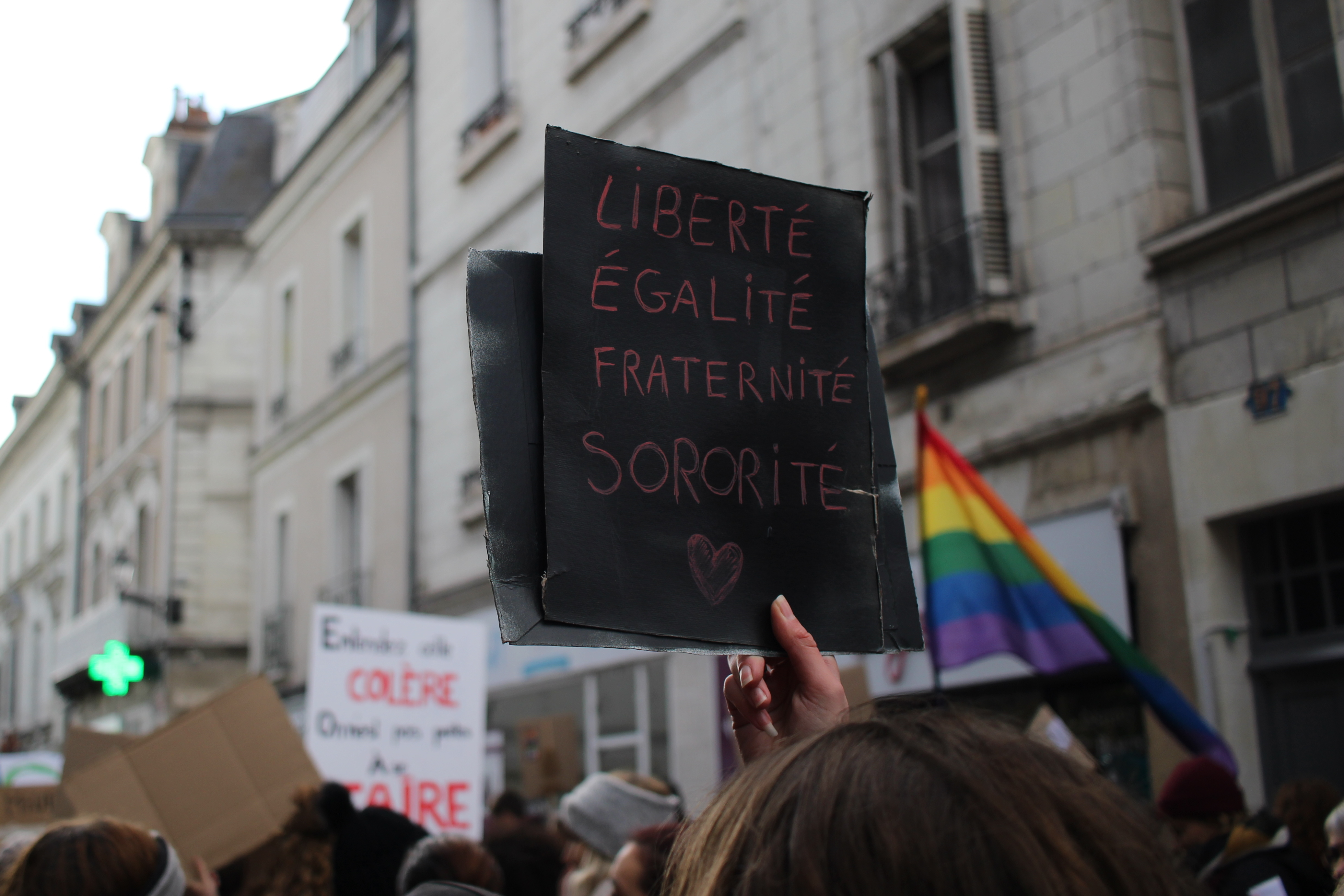
Manifestacja na rzecz praw kobiet we Francji (2018), transparent: "Wolność, równość, braterstwo, siostrzeństwo"

Radykalny feminizm – jeden z nurtów feminizmu, główną przyczynę opresji kobiet upatruje w dominacji mężczyzn opartej na patriarchalnych strukturach społeczeństwa. Radykalny feminizm pojawił się w latach sześćdziesiątych XX wieku, jako jeden z odłamów drugiej fali feminizmu.
Radykalne feministki uważają, że społeczeństwo jest zorganizowane w sposób patriarchalny i jego struktury utrzymują kobiety w podległości wobec mężczyzn. Władza mężczyzn ma charakter nie tylko polityczno-prawny, ale również ekonomiczny czy kulturowy. Opresyjne struktury władzy są więc wszechobecne. Stąd dla emancypacji kobiet nie wystarczy zaprowadzenie formalnej równości prawnej płci, lecz konieczne jest przekształcenie całego społeczeństwa. Bardzo istotnym etapem tej walki jest walka z męską dominacją w języku.

## Charakterystyka
Radykalny feminizm odrzuca możliwość stopniowego zreformowania systemu społecznego i zakłada konieczność rewolucyjnych zmian. Pod tym względem odróżnia się od feminizmu liberalnego, który skupia się na prawnych gwarancjach równości, postuluje stopniowe reformy społeczne i lepszą integrację kobiet w obrębie istniejącego społeczeństwa.
Radykalne feministki różnią się w swoim podejściu do problematyki płci kulturowej. Na tej podstawie można rozróżnić nurt radykalno-libertariański i  radykalno-kulturowy. Feministki radykalno-libertariańskie (np. Kate Millett, Shulamith Firestone) wskazują, że binarna opozycja męskiego i kobiecego ma charakter opresyjny. Ponieważ płeć kulturowa jest społecznie konstruowana postuluje się jej przedefiniowanie, np. poprzez rozwój kultury androgynicznej, czy zniszczenie tradycyjnych ról płciowych. Tymczasem feministki radykalno-kulturowe (Marylin French czy Mary Daly) proponują afirmację kobiecości i ochronę jej przed wartościami męskimi.
Innym zasadniczym elementem programu radykalnych feministek była krytyka opozycji sfery publicznej i prywatnej. Rozróżnienie to również uznano za opresyjne, łączyło się bowiem z opozycją męskie/żeńskie. Sfera publiczna było obszarem polityki, pracy, aktywnej działalności (a więc zadań tradycyjnie "męskich"), a prywatna obszarem życia domowego (obszar "kobiecy"). Stąd jednym z głównych haseł radykalnych feministek stało się "to co prywatne, jest polityczne" (Private is Political), zawarte w popularnym eseju Carol Hanisch. Ruch feministyczny rozszerzył więc obszar swojego zainteresowania poza sferę polityczną i gospodarczą, zajmując się także życiem osobistym, seksualnością, cielesnością czy emocjami.
Hasła i działalność radykalnych feministek, stały się głównym celem konserwatywnej reakcji antyfeministycznej w latach osiemdziesiątych (backlash). W latach dziewięćdziesiątych XX wieku krytycy feminizmu ukuli wobec nich pejoratywny termin feminazistki.

## Historia

### Geneza
W nurcie radykalnym działały kobiety początkowo związane z ruchem na rzecz praw obywatelskich oraz z nową lewicą. Z czasem relacje pomiędzy feministkami a działaczami ruchu na rzecz praw obywatelskich pogorszyły się. Powodem napięć były seksistowskie postawy działaczy na rzecz praw obywatelskich. Kobiety występowały z istniejących organizacji i tworzyły własne stowarzyszenia, często nie miały one charakteru sformalizowanego. 
Celem nurtu radykalnego była całościowa zmiana struktur społecznych w celu wyeliminowania seksizmu i obalenia patriarchatu. Dyskryminacja ze względu na płeć była uznawana za najstarszą formę dyskryminacji i była wiązana z rasizmem i dyskryminacją ze względu na pochodzenie społeczne. Uważano, że przemoc wobec kobiet ma charakter systemowy i wyraża się na przykład w takich zjawiskach jak: przemoc seksualna (zgwałcenie), relacje podporządkowania w małżeństwie, czy w postrzeganiu seksualności (np. w uznaniu orgazmu waginalnego za główną formę kobiecego orgazmu). Działaczki formułowały postulat liberalizacji prawa dotyczącego aborcji. 
Głośnym wystąpieniem działaczek tego nurtu był protest przeciwko wyborom Miss America w 1968 roku. Protest wynikał z przekonania, że wybory miss wyrażają podrzędną role, jakie kobiety zmuszone są pełnić w społeczeństwie, mają być piękne, pasywne, apolityczne i zadowolone z męczących obowiązków.
Charakterystyczną formą aktywności feministek radykalnych było tzw. "podnoszenie świadomości" (ang. consciousness raising), które było formą grupowej dyskusji, podczas której uczestniczki dzieliły się swoimi doświadczeniami i formułowały postulaty polityczne.

### Klasyczne teksty
- Anne Koedt, The Myth of The Vaginal Orgasm (1970)[6]
- Jane O'Reilly, The Housewife's Moment of Truth (1970)[6]
- Susan Brownmiller, Against Our Will. Men, Women and Rape (1975)[6]
- Shulamith Firestone, The Dialectic of Sex (1970)[7]
- Heidi Hartmann, The Unhappy Marriage of Marxism and Feminism. Towards a More Progressive Union (1979)[7]
- Juliet Mitchell, Women. The Longest Revolution (1966)[7]
- Sheila Rowbotham, Women's Liberation and the New Politics (1969)[7]

## Działaczki
Do radykalnego feminizmu zalicza się takie działaczki i autorki jak:
- Andrea Dworkin
- Mary Daly
- Robin Morgan
- Monique Wittig
- Kate Millett
- Shulamith Firestone